# Sony Hit-Bit F700
Sony Hit-Bit F700 (Hit-Bit F700) је био кућни рачунар фирме Сони (Sony) који је почео да се производи у Јапану од 1985. године.
Користио је Zilog Z80A као микропроцесор. РАМ меморија рачунара је имала капацитет од 256 KB. 
Као оперативни систем кориштен је опциони MSX DOS на дискети.

## Детаљни подаци
Детаљнији подаци о рачунару Hit-Bit F700 су дати у табели испод.
|                       |                                                               |
| [ 1 ]                 |                                                               |
| Произвођач            | Сони                                                          |
| Тип                   | кућни рачунар                                                 |
| Меморија              | 256                                                           |
| Поријекло             | Јапан                                                         |
| Година                | 1985                                                          |
| Тастатура             | тастатура са пуним помаком тастера, са одвојеном тастатуром   |
| Процесор              |                                                               |
| Фреквенција процесора | 3,58                                                          |
| RAM                   | 256                                                           |
| ROM                   | 64                                                            |
| Текст                 | 40 x 25 / 80 x 25                                             |
| Графика               | 9 графичких модова, највише кориштен је 256 x 212 са 256 боја |
| Боја                  | 256                                                           |
| Звук                  | 3 гласа, 8 октава                                             |
| Димензије             | непознато                                                     |
| Портови               |                                                               |
| Оперативни систем     | опциони на дискети                                            |